# Andrejs Pumpurs
Andrejs Pumpurs (* 10. Septemberjul. / 22. September 1841greg. im kurländischen Teil der früheren Gemeinde Lieljumprava, heute Birzgale in Lettland; † 23. Junijul. / 6. Juli 1902greg. in Riga) war ein lettischer Dichter. Er verfasste das lettische Nationalepos Lāčplēsis (Bärenreißer) und war eine wichtige Figur in der politisch-literarischen Bewegung der Jungletten.

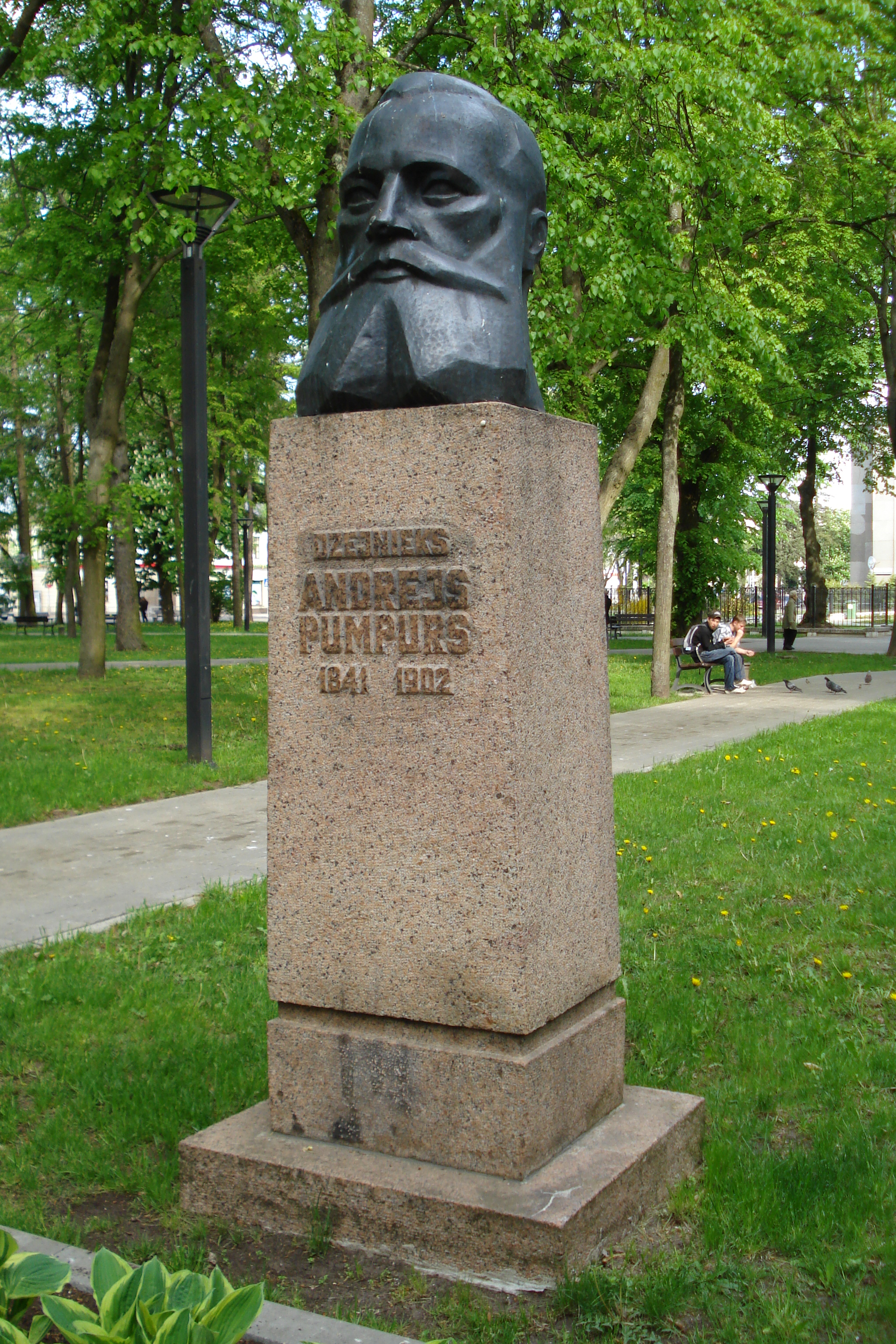
Andrejs Pumpurs Büste in Daugavpils

## Leben
Andrejs Pumpurs wuchs am Ufer der Düna (lett.: Daugava) auf. Er war eines von drei Kindern aus der Gemeinde, die vom lutherischen Geistlichen für die Deutsch-Klasse der Kirchenschule in Lielvārde ausgewählt wurden. Danach konnte er seine Ausbildung wegen der Armut seiner Familie nicht fortsetzen. Er arbeitete als Flößer und verrichtete mit seinem Vater Gelegenheitsarbeiten. Dabei kam er mit der mündlichen Überlieferung von lettischen Geschichten und Legenden in Berührung, die in der Gegend seines Geburtsortes besonders verbreitet ist und seine späteren Arbeiten prägen sollte. Seine ersten Gedichte und frühe Skizzen für das Epos verfasste er zwischen 1867 und 1872 in Vecpiebalga, einem ländlichen Mittelpunkt der lettischen Bildung und des kulturellen Lebens.
Nach einem kurzen Aufenthalt in Riga ging er 1876 nach Moskau und wurde von Fricis Brīvzemnieks dem Slawophilen Iwan Sergejewitsch Aksakow und dem Herausgeber Michail Nikiforowitsch Katkow vorgestellt. Als dritter Lette stellte sich Pumpurs freiwillig auf die Seite der Serben im russisch-türkischen Krieg. Die Erlebnisse in Serbien hatten einen starken Einfluss auf seinen ohnehin schon leidenschaftlichen Patriotismus. Seine militärische Laufbahn brachte ihn später nach Sewastopol und Odessa, wo er eine Offiziersausbildung erhielt. 1882 ging er ins Gouvernement Livland zurück. Er diente in der Einheit, die später zum Ust-Dwinsk-Regiment wurde, und nahm an Geheimtreffen der Narodnaja-Wolja-Bewegung teil. Von 1895 an arbeitete er als Quartiermeister in Dwinsk (lett.: Daugavpils). Um die russischen Truppen zu versorgen, unternahm er weite Reisen; im Anschluss an eine dieser Reisen nach China starb er an Rheumatismus.

## Literarisches Werk
Das erste Gedicht Pumpurs’ wurde 1869 in der Zeitschrift Baltijas Vēstnesis veröffentlicht. Sein bekanntestes Werk, das Epos Lāčplēsis, erschien 1888 anlässlich des 3. Allgemeinen Lettischen Liederfesteses. 1895 wurden seine gesammelten Werke unter dem Titel No Daugavas līdz Donavai (Von der Düna bis zur Donau) herausgegeben. Aus Anlass des 100. Jubiläums des Erscheinens des Lāčplēsis wurde 1988 eine auf Motiven des Epos basierende Rockoper uraufgeführt, und der Verband der Sowjetschriftsteller der Lettischen SSR gab neben einer englischen auch eine deutsche Interlinearübersetzung des Epos (von Gunārs Cīrulis) heraus.